# Côte belge
La côte belge, en néerlandais Belgische Kust, en allemand Belgische Küste, est le nom généralement utilisé pour désigner la partie belge du littoral de la mer du Nord. Elle s'étend sur 65 kilomètres, de La Panne à Knokke-Heist. Particulièrement urbanisée, on y recense de nombreux immeubles à appartements. La côte belge compte 19 stations balnéaires plus la réserve naturelle du Zwin.

## Appellation
La côte belge est le principal nom donné mais on peut également la nommer le « littoral belge ». Depuis quelques années, le gouvernement régional flamand utilise et diffuse le nom de « Vlaamse kust » (côte flamande).

## Géographie

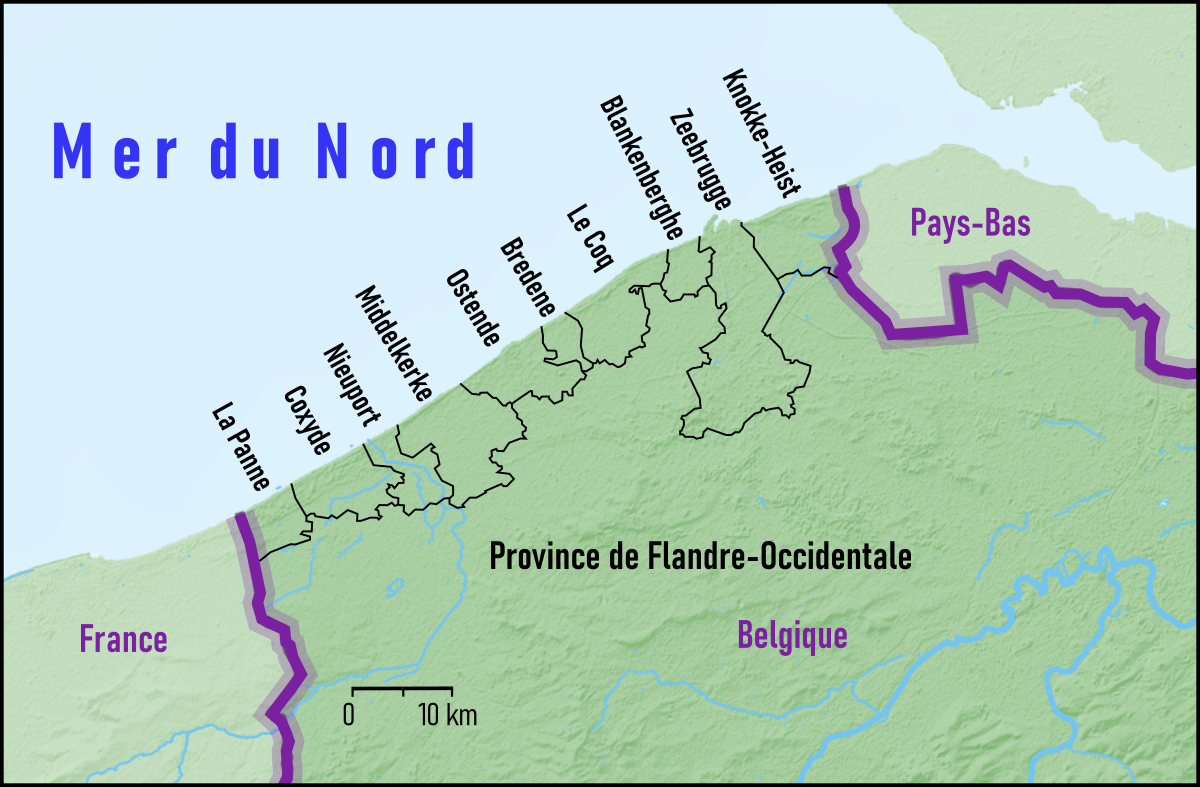
Carte de la côte belge.

### Statut administratif
La totalité de la côte belge est située dans la province de Flandre Occidentale et fait donc partie de la Région flamande. Mais les eaux territoriales, ainsi que la zone économique exclusive, sont du ressort du fédéral.
Répartie sur 10 communes, elle regroupe au total 338 682 habitants sur 535,73 km2. Les dix communes sont (les parenthèses indiquent les noms néerlandais) :
- Knokke-Heist (Knokke-Heist) ;
- Bruges (Brugge) ;
- Blankenberghe (Blankenberge) ;
- Le Coq (De Haan) ;
- Bredene (Bredene) ;
- Ostende (Oostende) ;
- Middelkerke (Middelkerke) ;
- Nieuport (Nieuwpoort) ;
- Coxyde (Koksijde) ;
- La Panne (De Panne).

### Les stations balnéaires sur toute la côte
Les parenthèses indiquent les noms néerlandais.
- La Panne (De Panne)
- Saint-Idesbald (Sint-Idesbald)
- Coxyde-Bains (Koksijde-Bad)
- Ostdunkerque-Bains (Oostduinkerke-Bad)
- Groenendijk (Groenendijk)
- Nieuport-Bains (Nieuwpoort-Bad)
- Lombartzyde (Lombardsijde)
- Westende (Westende)
- Middelkerke (Middelkerke)
- Raversyde (Raversijde)
- Mariakerke (Mariakerke)
- Ostende (Oostende)
- Bredene (Bredene)
- Le Coq (De Haan)
- Wenduine (Wenduine)
- Blankenberghe (Blankenberge)
- Zeebruges (Zeebrugge)
- Duinbergen (Duinbergen)
- Knocke-Heist (Knokke-Heist)
- Knocke-le-Zoute (Het Zoute)

### Climat
Le climat est de type océanique tempéré avec des précipitations fréquentes et des giboulées présentes entre les mois de mars et de mai.

### Lutte contre l'élévation du niveau de la mer
Afin de lutter contre l'élévation du niveau de la mer qui menace la côte belge, plusieurs solutions sont envisagées. Les digues actuellement en place seront insuffisantes. Depuis 2011, des plans de « rechargement » consistent à ajouter du sable sur la plage pour éloigner la mer. Un projet à l'étude serait la création de récifs artificiels à base de moules,.
Le projet Vlaamse baaien (nl) vise à l'horizon 2030 à protéger la côte de l'élévation du niveau de la mer. Il pourrait consister à installer des îles artificielles dans la mer du Nord.

### Communications et accès

#### Transports terrestres

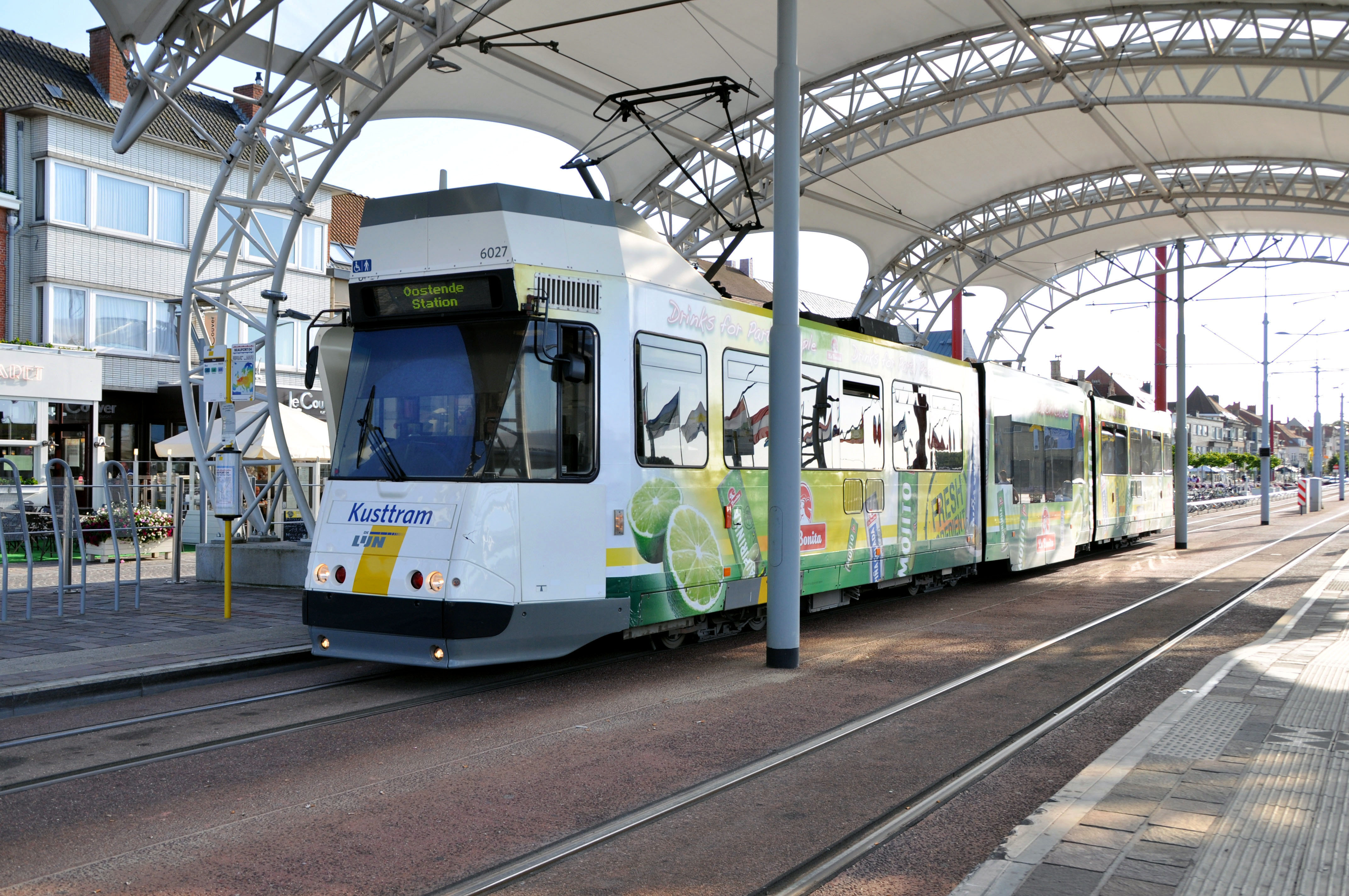
Le tramway à Nieuport.

L'ensemble des localités de la côte est desservi par le tramway de la côte belge, la plus longue ligne de tram à voie métrique du monde, qui compte 68 arrêts sur un parcours de 67 km. Le trajet s'effectue en 2 h 20 environ. Ce tram donne correspondance aux trains de la SNCB en gares de La Panne, Ostende, Blankenberge, Zeebruges-Plage, Heist, Duinbergen et Knokke, et en outre à La Panne aux autobus des transports en commun de Dunkerque.

#### Les ports
- Port de Bruges-Zeebruges : grand port pour les ferries vers l'Angleterre, terminal méthanier, premier port mondial pour le trafic de voitures neuves, port de pêche, port de plaisance, port militaire
- Port d'Ostende : port de pêche
- Port de Blankenberge : port de plaisance, le plus petit de la côte[réf. souhaitée]
- Port de Nieuport : port de plaisance

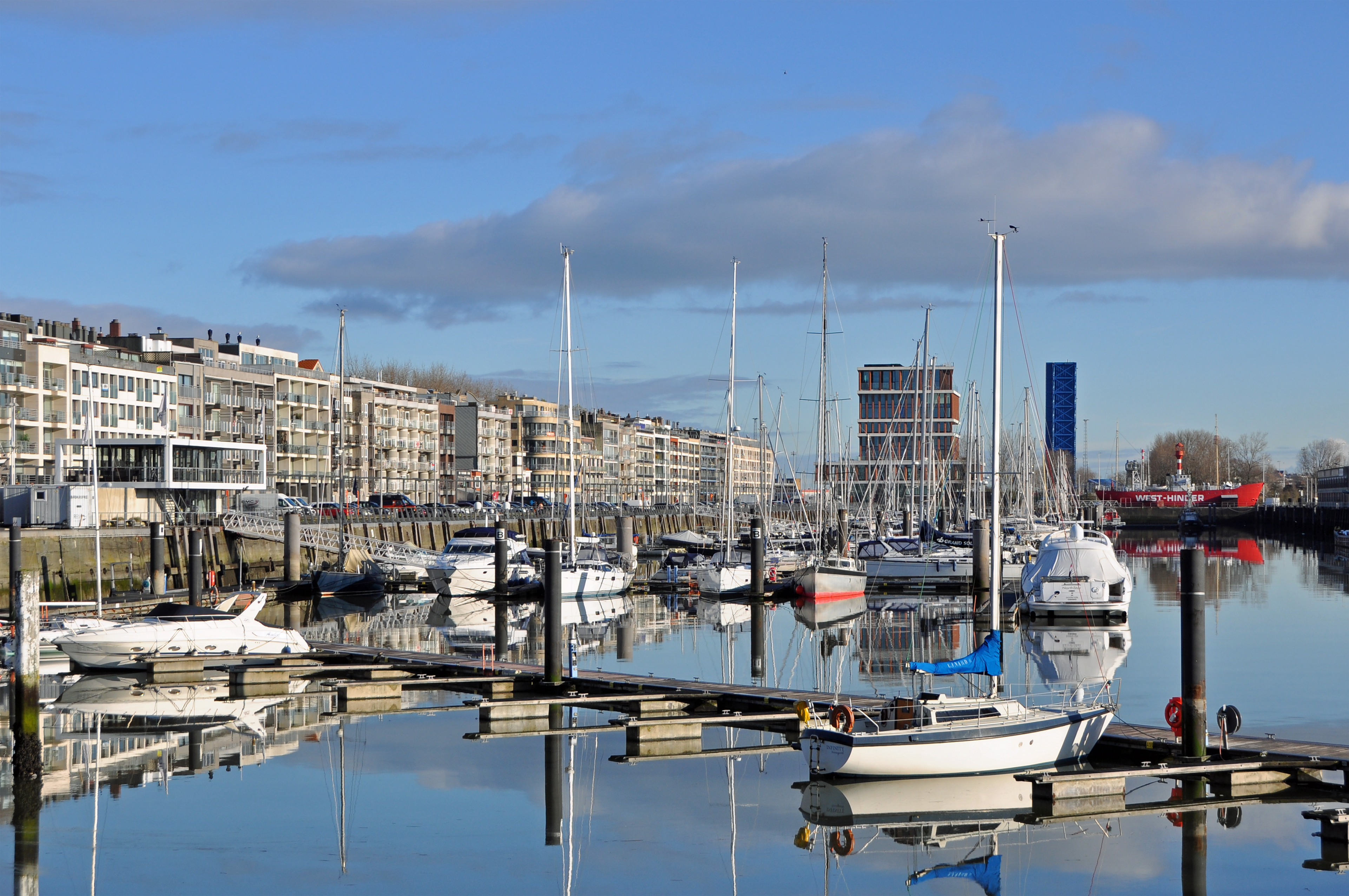
Port de plaisance, Zeebruges.

### Tourisme

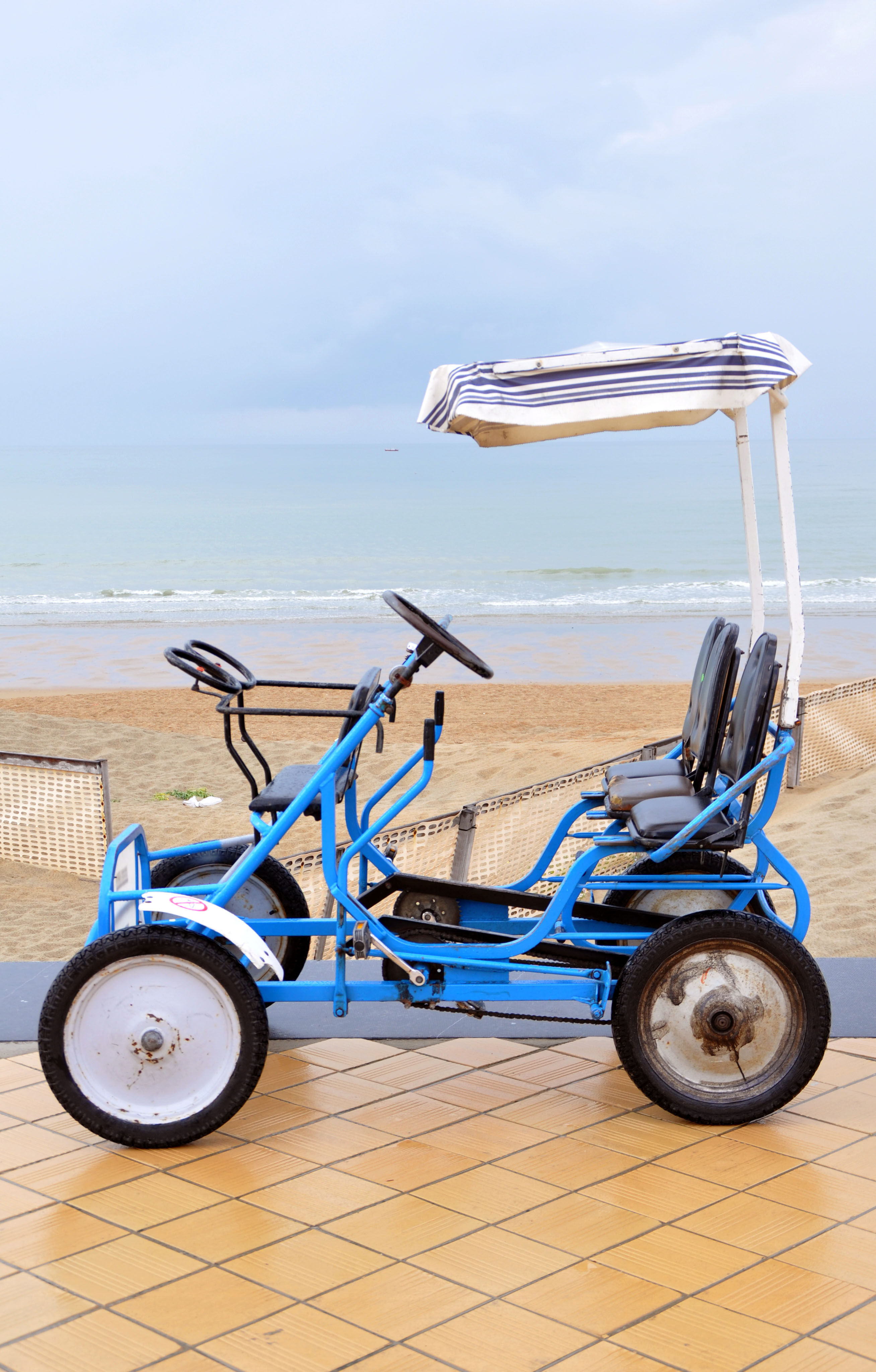
Cuistax de la côte belge.

La côte est la principale destination touristique intérieure de Belgique. Lorsqu'il fait beau, de nombreux Belges prennent la direction de la mer, encombrant fortement l'autoroute de la mer. Les principales activités touristiques sont la plage et la baignade, les cuistax, les vélos et les balades dans les dunes du littoral.
Deux réserves naturelles sont appréciées des touristes : le Parc naturel du Zwin, à Knokke-Heist, et la réserve naturelle du Westhoek, à La Panne. Beaucoup de Belges louent des appartements à la mer pendant les vacances et les longs week-ends.

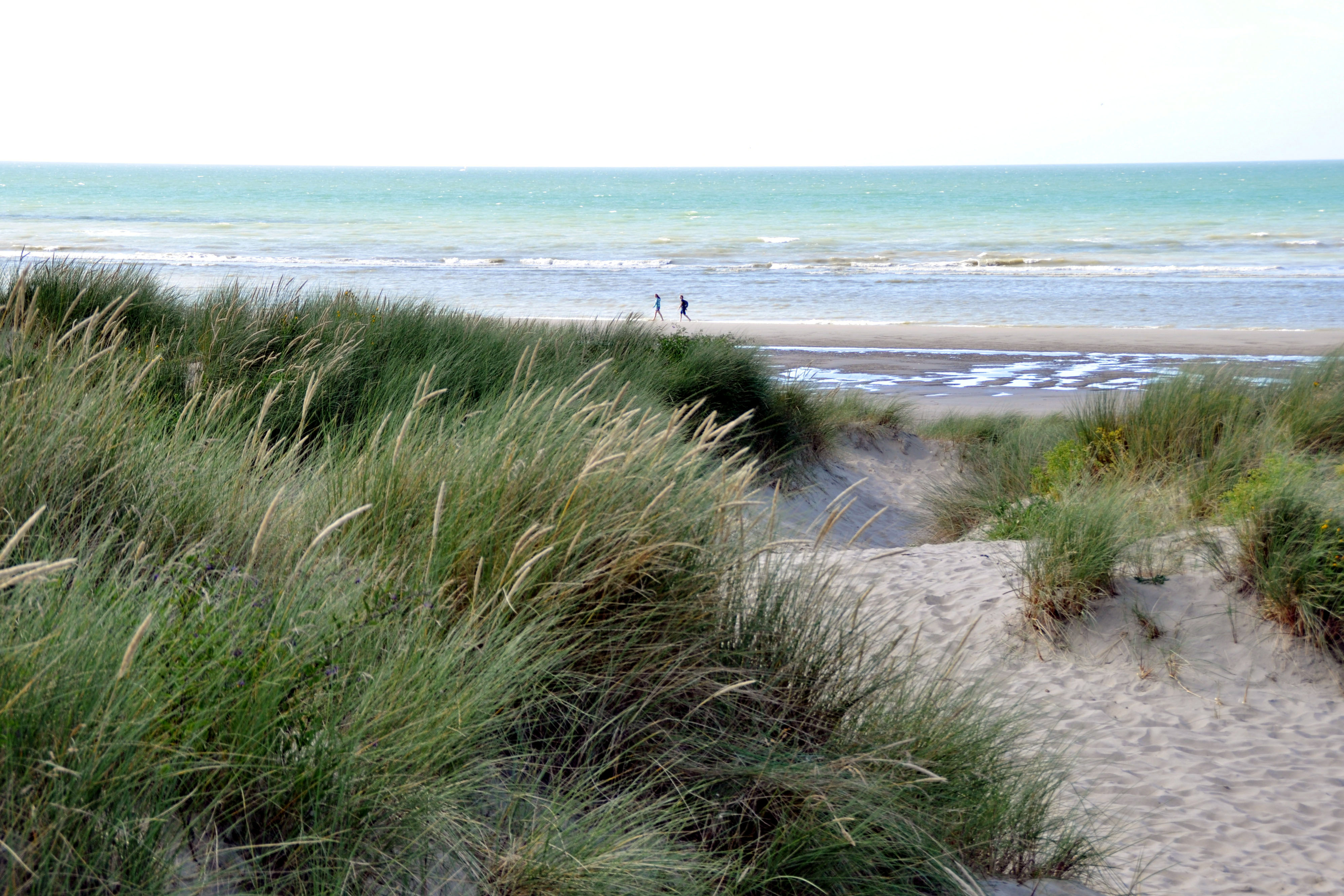
Dunes du littoral.

Le tourisme débute au XIXe siècle, tendance importée d'Angleterre. Les touristes britanniques venant visiter le champ de bataille de Waterloo s'arrêtent à Ostende pour profiter de la plage. Léopold Ier y réside à partir de 1834, et la haute société l'imite. Avec l'avènement des congés payés en 1936 c'est le début du tourisme de masse. Depuis 2003, le projet d'art nommé Beaufort, donnant lieu tous les trois ans à une exposition d'œuvres le long de la côte, attire également des visiteurs.

## Gastronomie

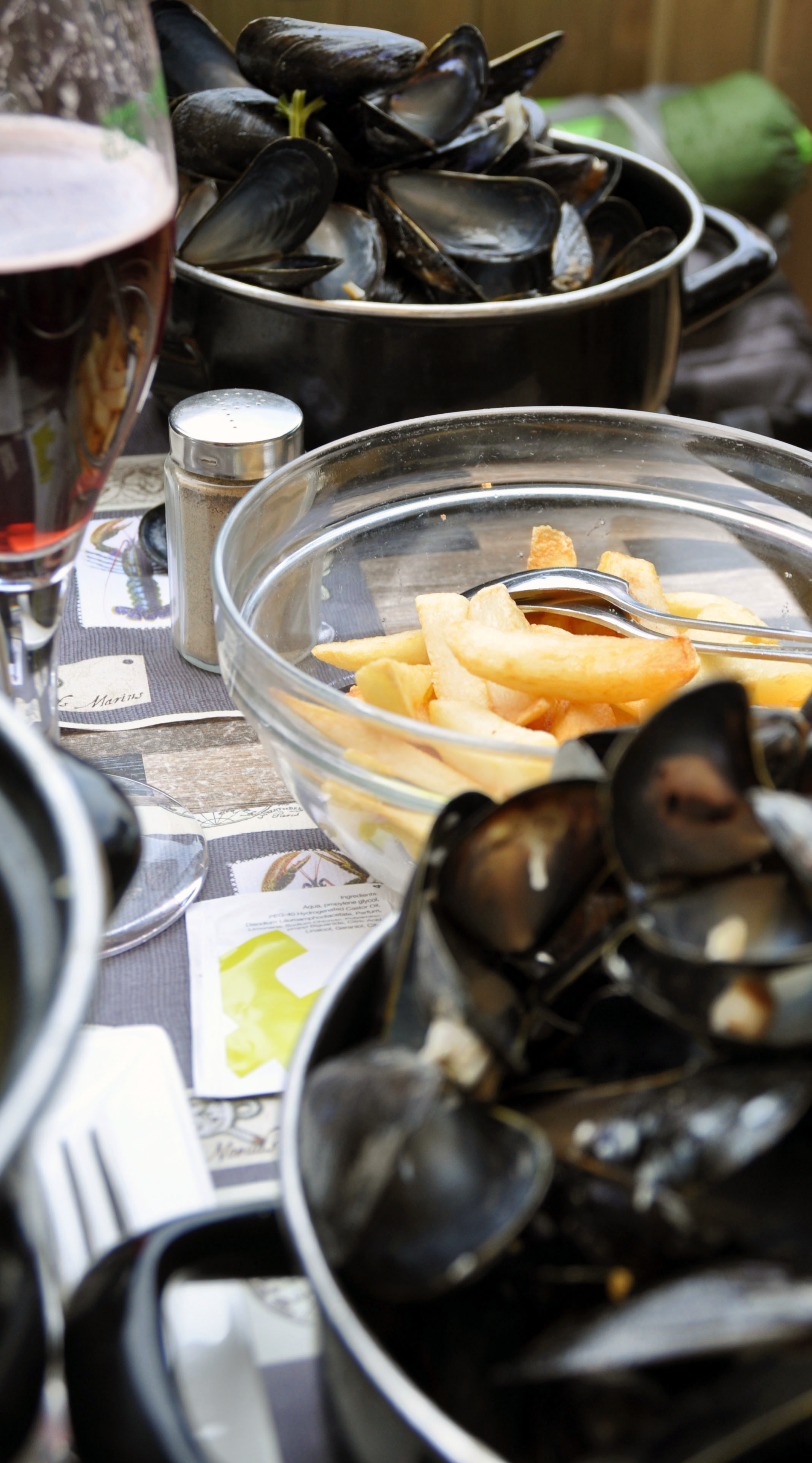

Une grande spécialité de la Côte belge est la babelutte, sorte de caramel long aromatisé au miel ou à la vergeoise (alliance subtile du sucre et du caramel) originaire de Furnes dans le Westhoek (Flandre occidentale). D'autres bâtons torsadés multicolores aromatisés aux fruits sont également présents dans les confiseries, sans oublier les fruits de mer en chocolat. Dixmude, située à l'intérieur des terres à une quinzaine de kilomètres de Nieuport, est réputée pour ses Couques de Dixmude (viennoiseries, genre de croissant au beurre et au miel). Des commerces de tout genre sont présents dans toutes les stations balnéaires et sur les digues. Ils sont entrecoupés de cafés, salons de thé, glaciers ou encore de restaurants servant des moules-frites, des soles meunières ou encore des tomates crevettes. Les poissonneries proposent également des préparations locales de toutes sortes de fruits de mer.

## Galerie d'images

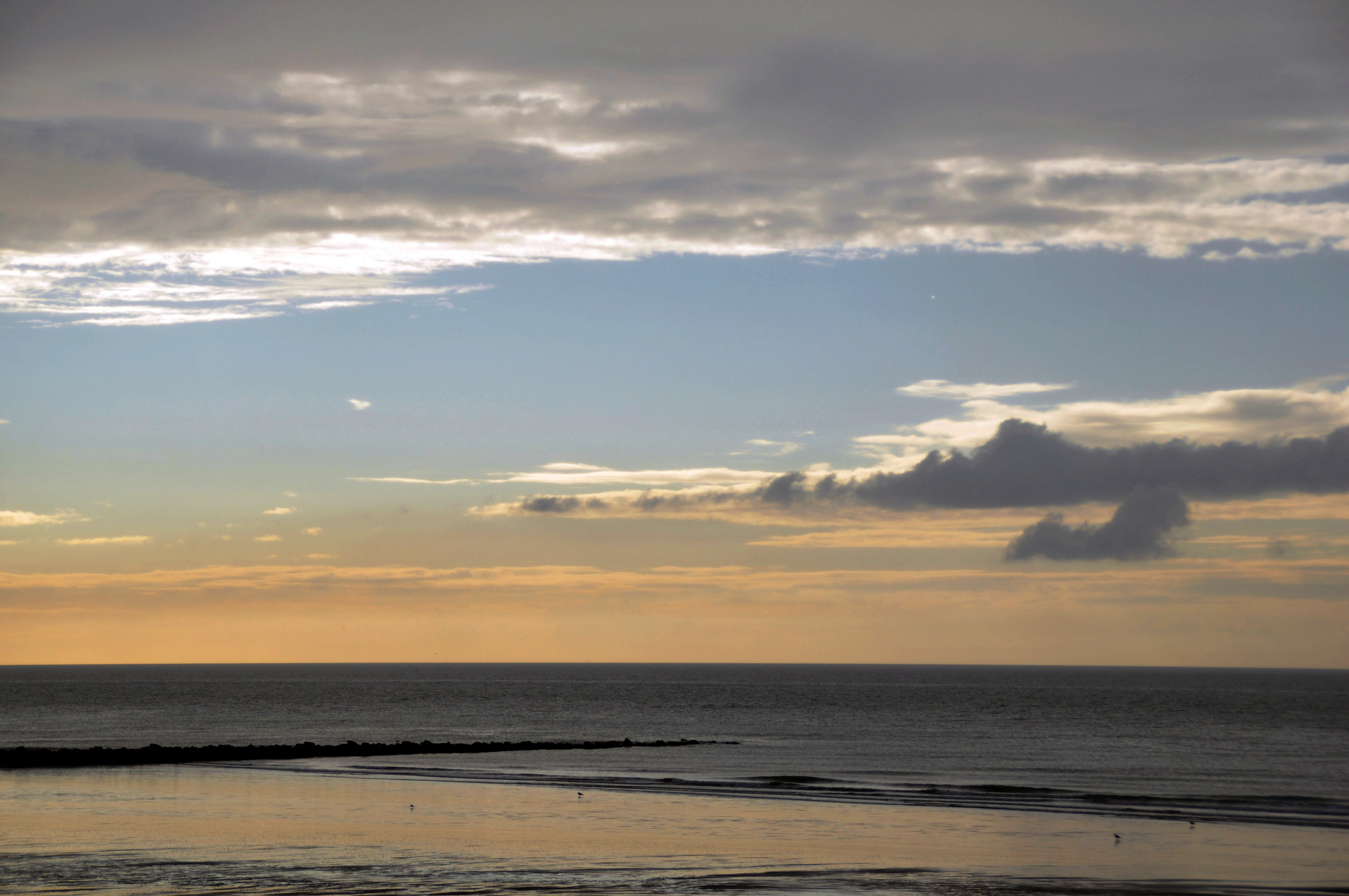
Mer du Nord depuis la côte belge.
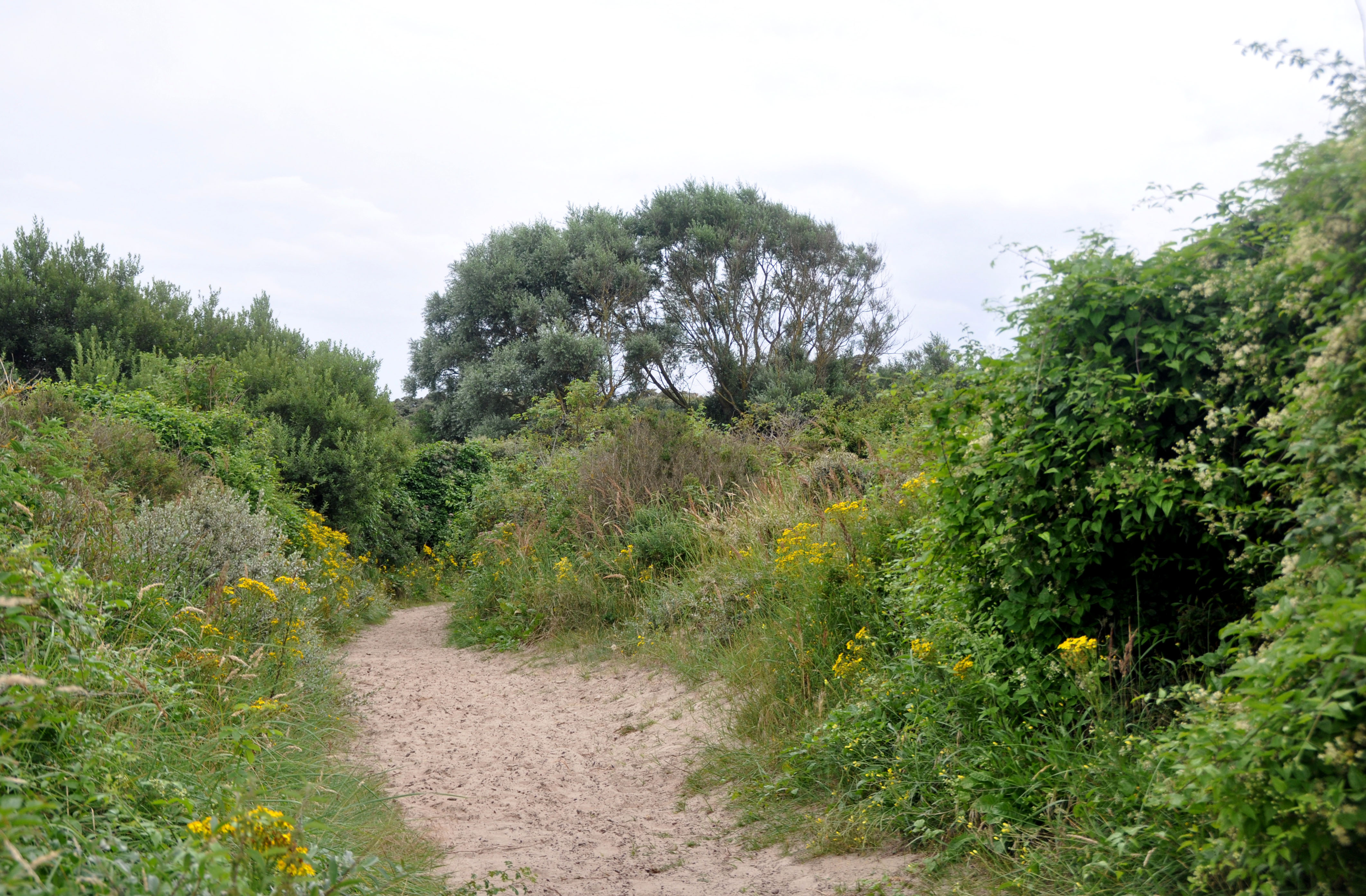
Végétation du littoral.
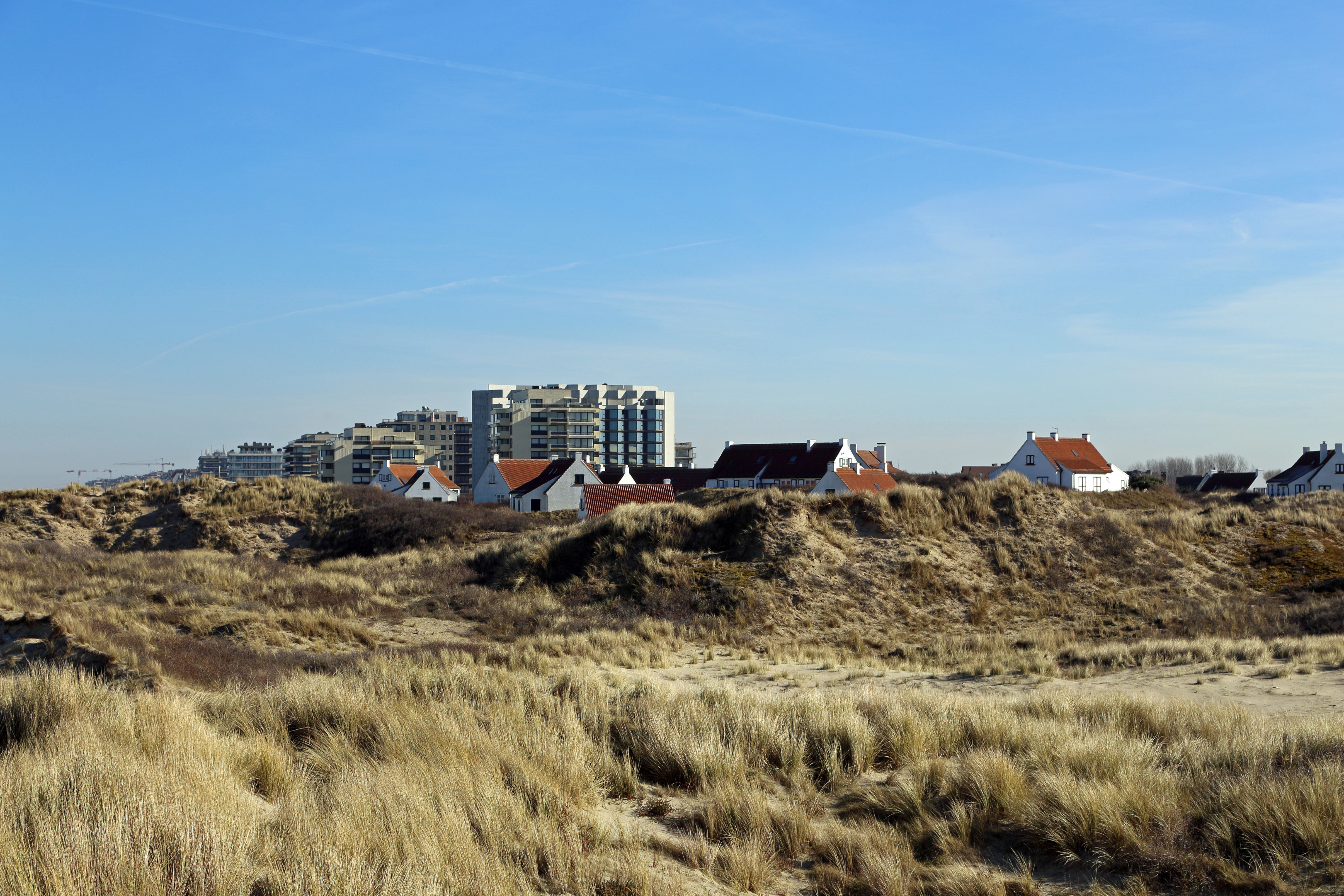
Bâtiments surplombant les dunes, La Panne.
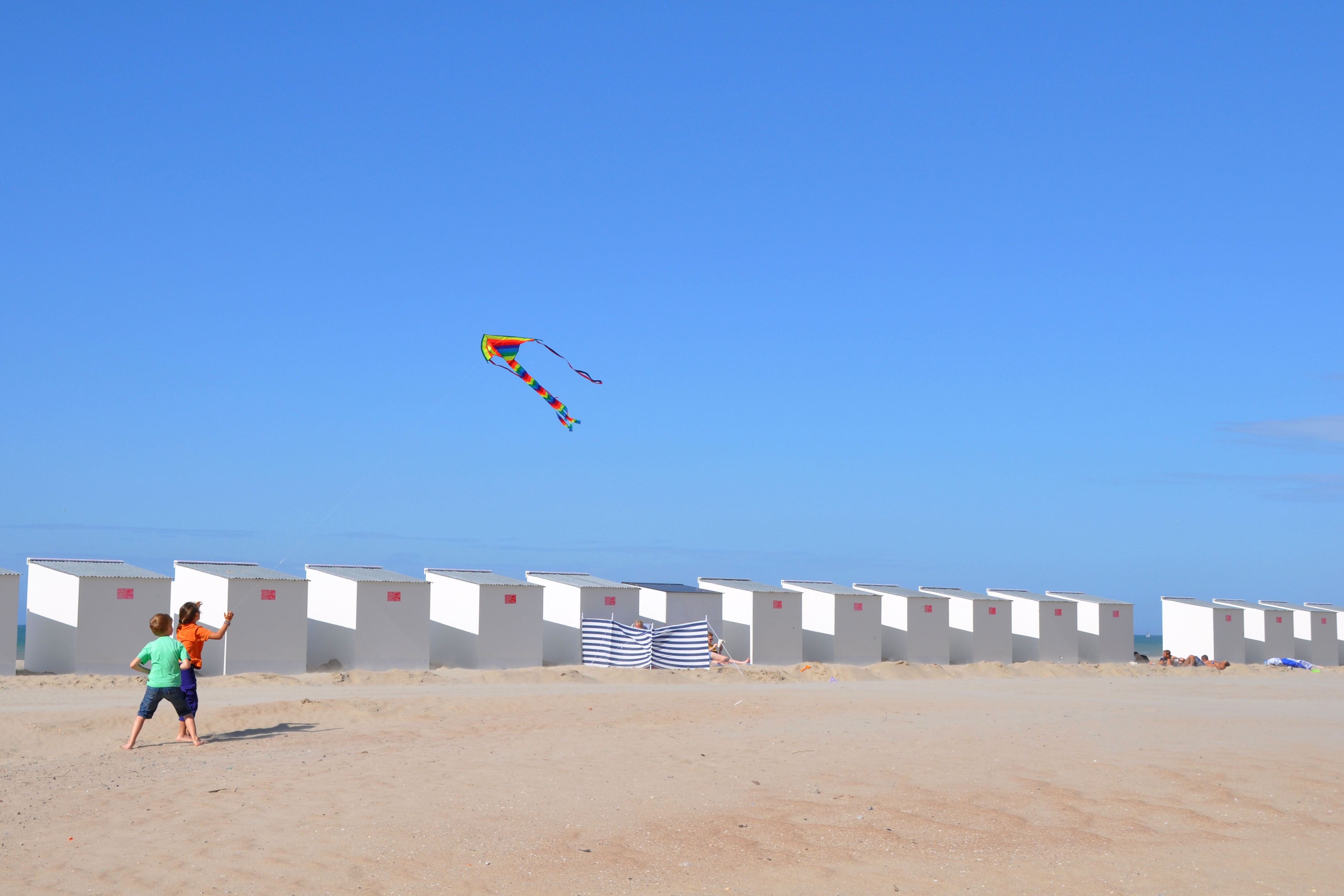
Plage d'Oostduinkerke, Coxyde.
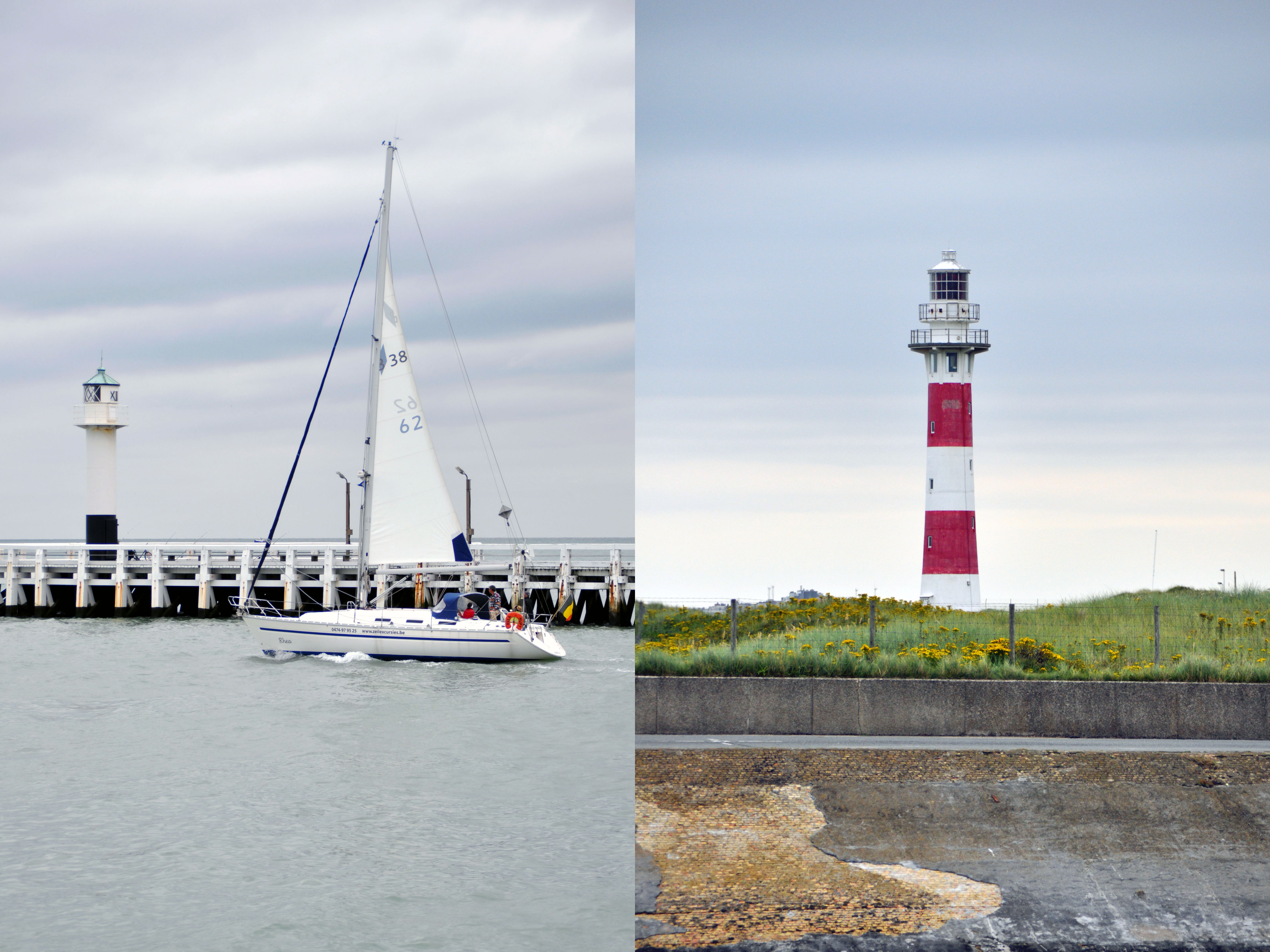
Navigation à Nieuport.
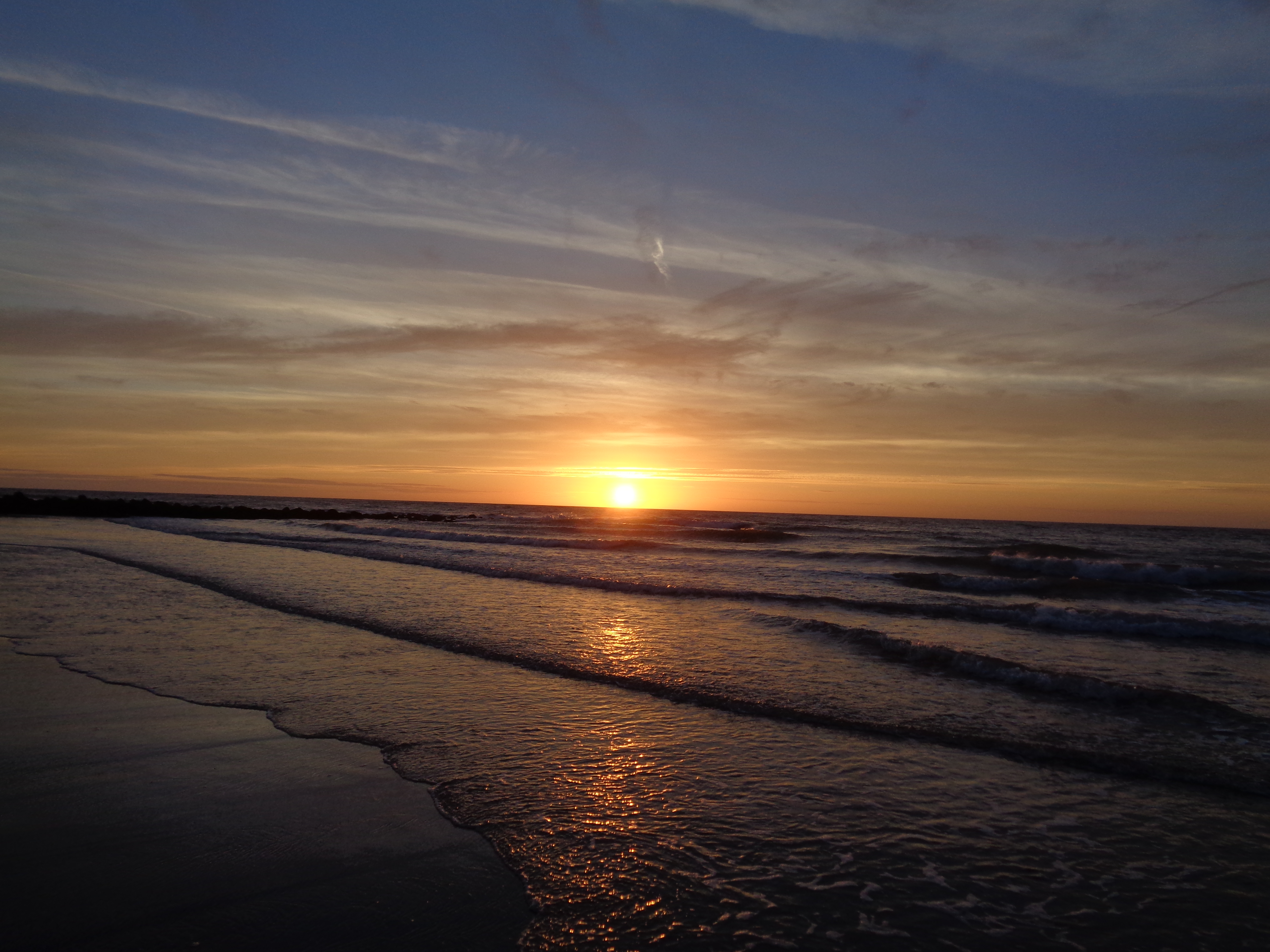
Coucher de soleil, Middelkerke.
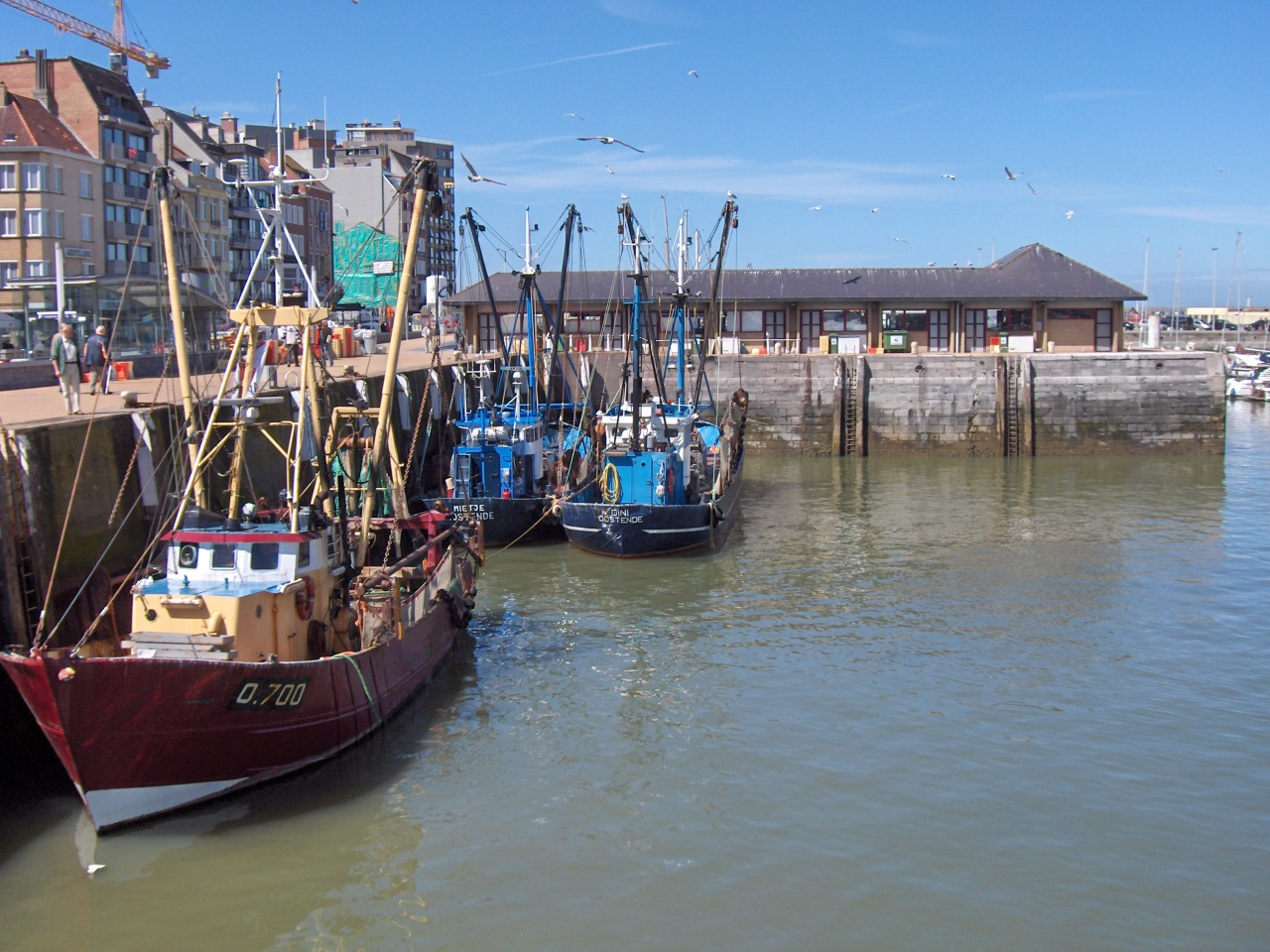
Bateaux de pêche à Ostende.
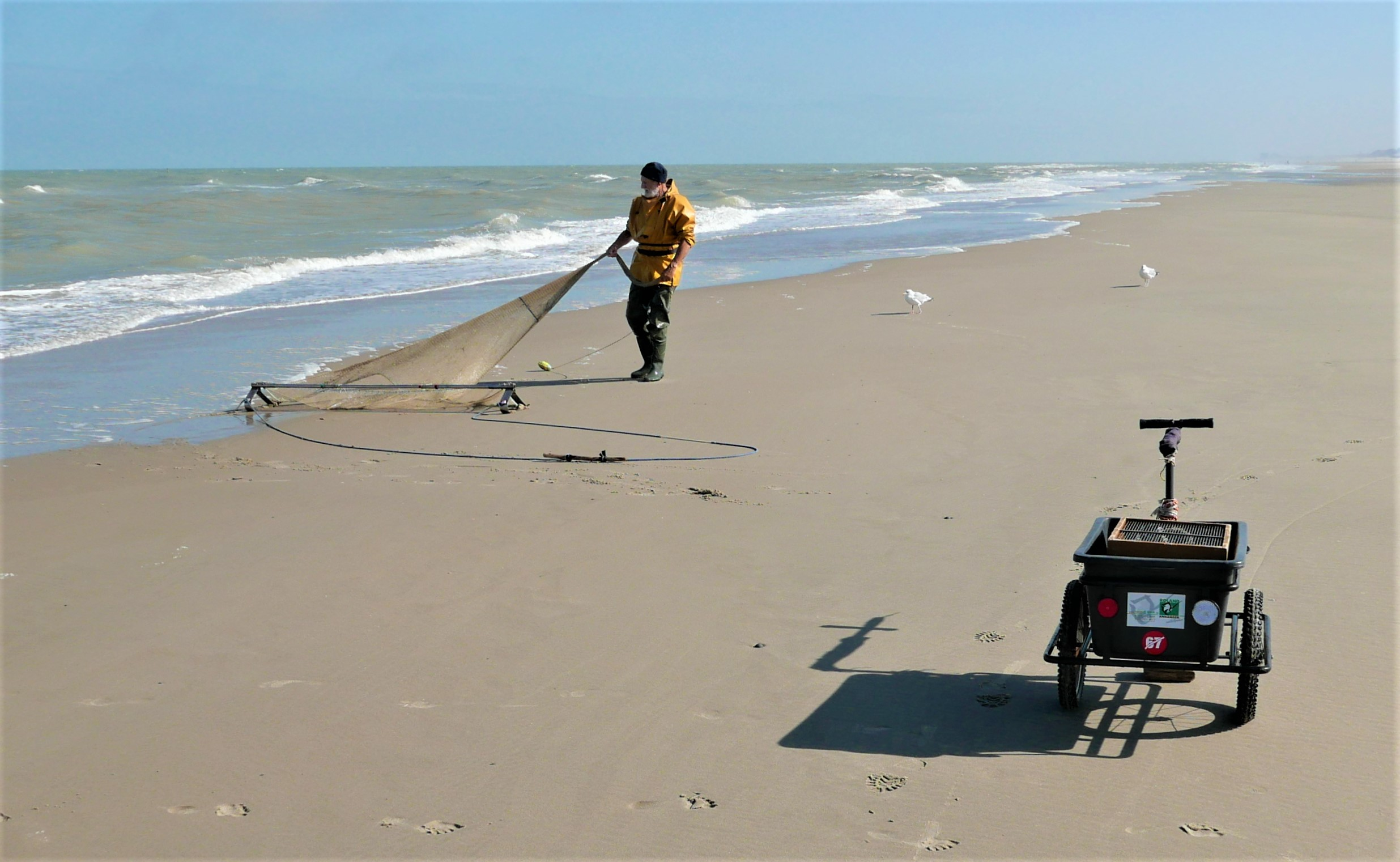
Pêche aux crabes, Bredene.
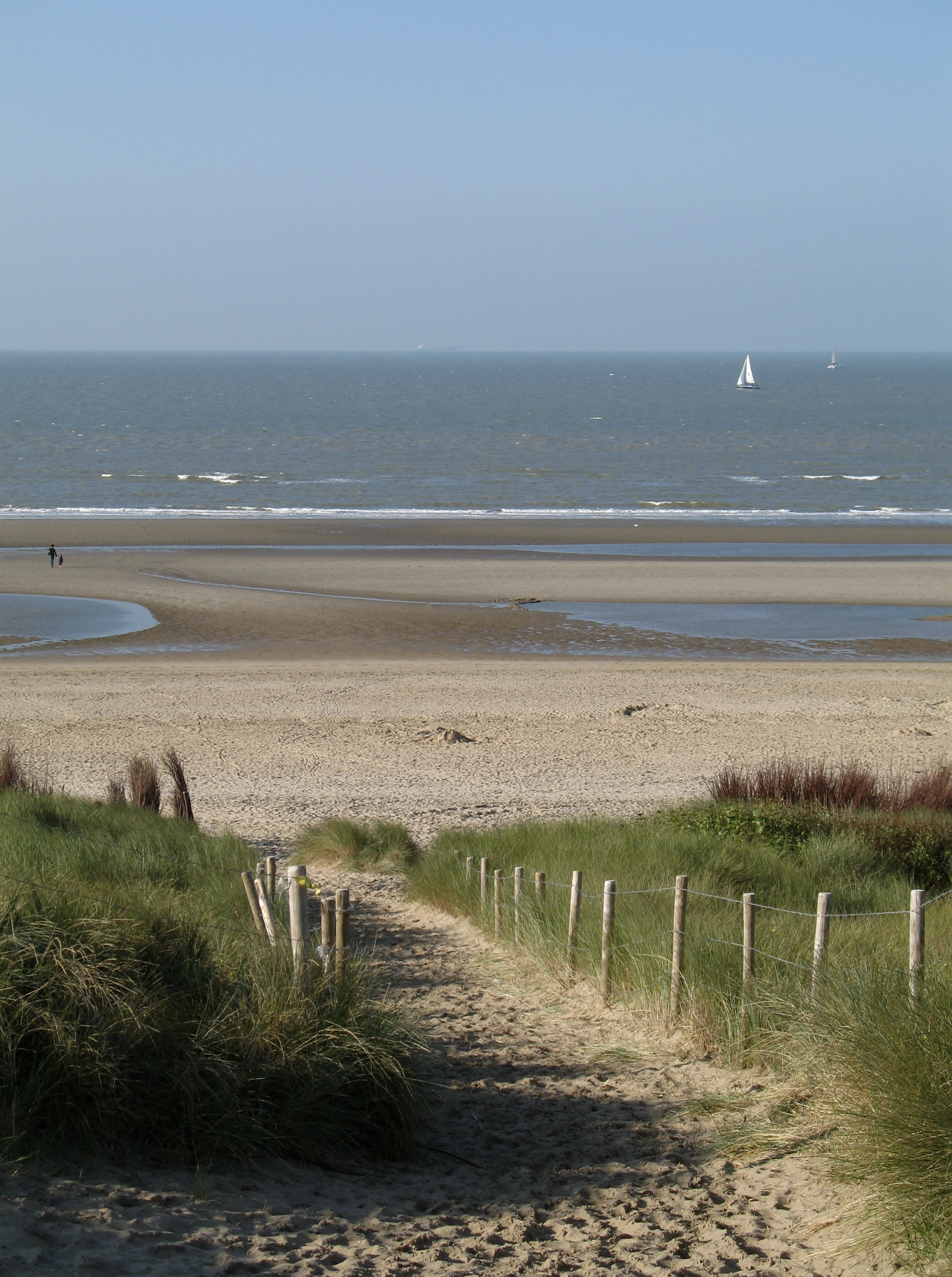
Chemin vers la plage, Le Coq.
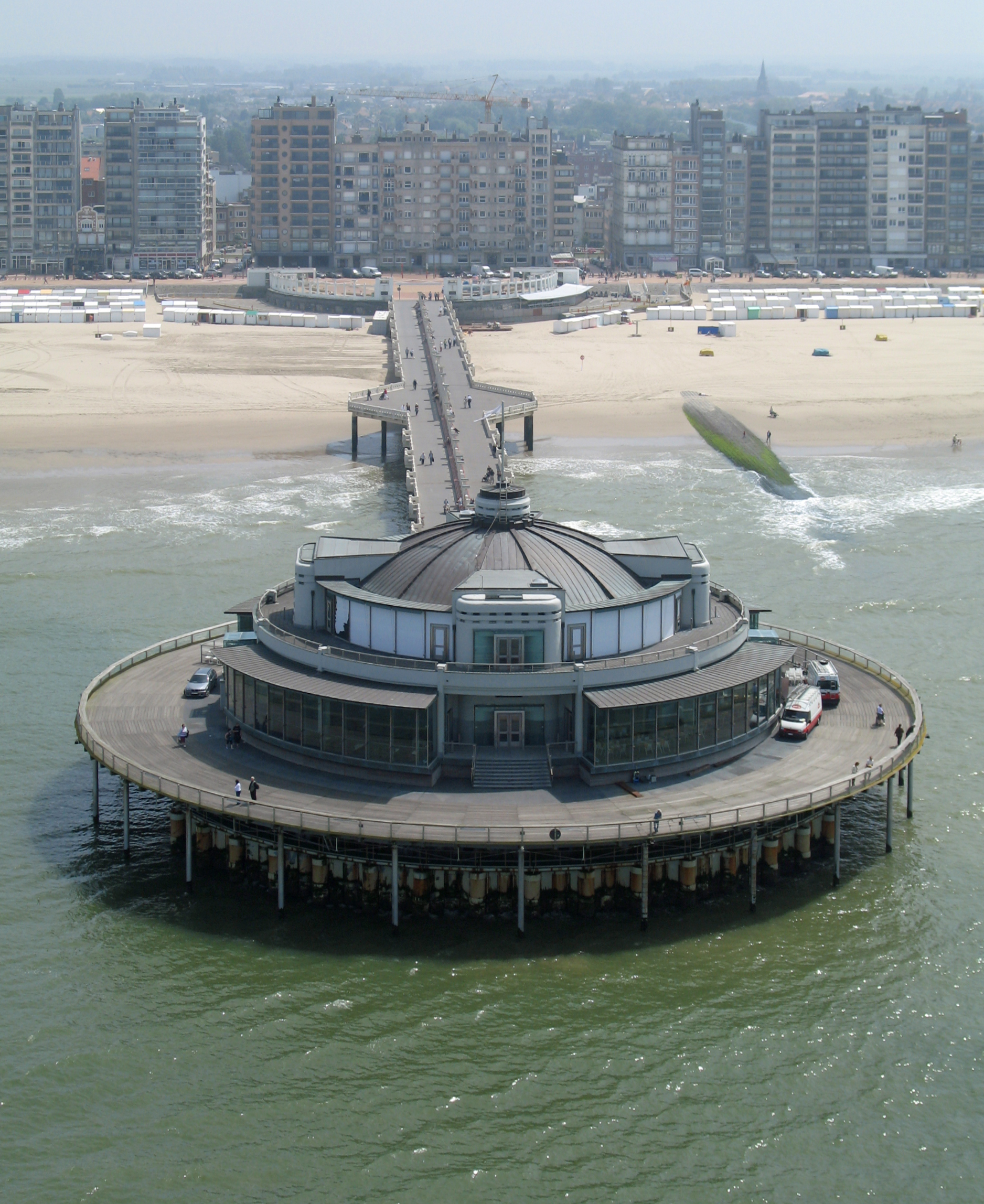
Jetée de Blankenberghe.
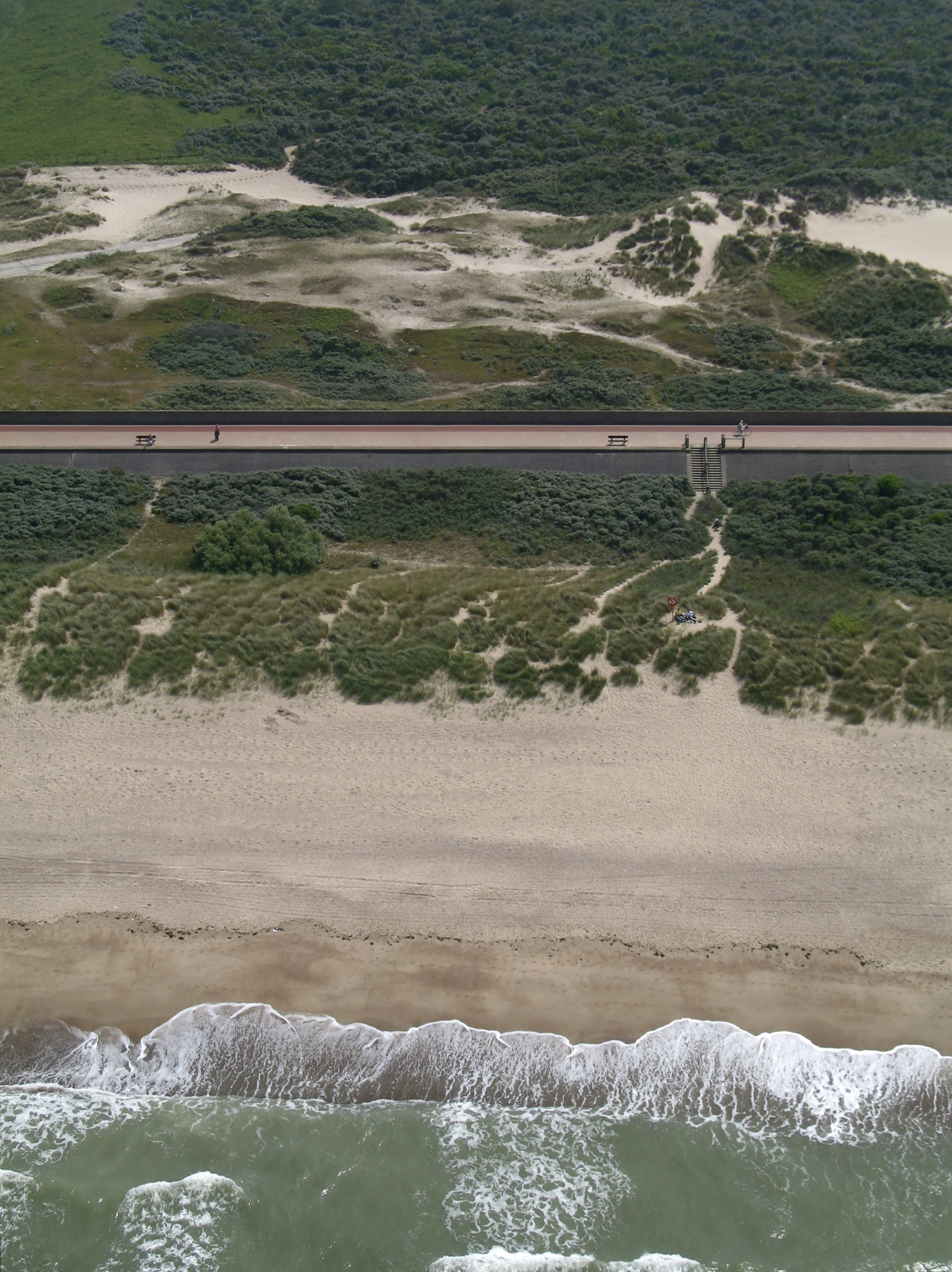
Côte à Knokke et dunes du Zwin.